# Hortenzija
Hortenzija (znanstveno ime Hydrangea macrophylla) je vrsta cvetočih rastlin iz družine Hydrangeaceae, izvorno iz Kitajske in Japonske. Je listopadna grmovnica, ki zraste 2 metra visoko in 2,5 m široko z relativno velikimi mnogocvetnimi glavicami, ki se razvijejo poleti in jeseni. V tujih jezikih jo pogosto označujejo kot bigleaf hydrangea (velikolistna hydrangea), French hydrangea (francoska hydrangea), lacecap hydrangea (hydrangea s čipkastim ovratnikom), mophead hydrangea (klobkasta hydrangea), penny mac in hortensia.
Hortenzijo množično vzgajajo v številnih predelih sveta in v različnih podnebjih. Ne smemo je zamenjevati z H. aspera 'Macrophylla'. Obarvanost je odvisna od kislosti (pH vrednosti) prsti, v kateri raste rastlina. Rast v kisli prsti (pH pod 7) običajno povzroči nastanek cvetnih barv, bližji modri, bazična prst (pH nad 7) pa povzroči odtenke, bližje rožnati ali rdeči. Razlog spreminjanja cvetnih barv je v prisotnosti aluminijevih ionov in hiperakumulacije kovin.

## Življenjski krog
Cvetovi hortenzije se pojavljajo od zgodnje pomladi do pozne jeseni; rastejo v cvetnih glavicah (češulja ali lat) najpogosteje na koncih stebel. Značilno je, da imajo cvetlične glave dve vrsti cvetov: majhne cvetove v središču ali notranjosti cvetne glavice in velike cvetove z velikimi barvnimi čašicami. Ti razkošni cvetovi se pogosto razširijo v obroču ali na zunanjost majhnih cvetov. Rastline v divjih populacijah imajo običajno malo do nobenega od razkošnih cvetov, medtem ko so gojene hortenzije vzgojene in izbrane, da imajo več cvetov večjega tipa.
Obstajata dve cvetlični obliki hortenzij s češuljastim tipom cvetov, ki vključuje običajno gojene "velikocvetne hortenzije" –Hydrangea macrophylla. Kroglasti, glavičasti ali pomponasti cvetovi so velika oblasta socvetja z neplodnimi cvetovi, ki spominjajo na pompone. Pladnjasta - ploska socvetja s sredinsko češuljo s plodnimi in neplodnimi cvetovi, ki jo obkrožajo, so kot čipke, ki nosijo okrogle, ploske cvetne glavice s središčnim jedrom oblazinjenih, majhnih cvetov, obdanih z zunanjimi obročki večjih cvetov, ki imajo razkošne čašice. Tu so še latasta - stožčasta socvetja z neplodnimi ali tudi plodnim cvetovi. Cvetovi nekaterih rododendronov in brogovite se lahko na prvi pogled zdijo podobni nekaterim hortenzijam.

## Barve in kislost tal
Pri večini vrst so cvetovi beli, pri nekaterih vrstah (zlasti H. macrophylla) so lahko modri, rdeči, rožnati, svetlo vijolični ali temno vijolični. Pri teh vrstah barva vpliva na prisotnost aluminijevih ionov, ki so na voljo ali vezani, odvisno od pH tal. Za sorte H. macrophylla in H. serrata se lahko barva cvetov določi glede na relativno kislost tal: kisla tla (pH pod 7), imajo na voljo aluminijeve ione in običajno tvorijo rože, ki so modre do vijolične , ker bo alkalna zemlja (pH nad 7) vezala aluminijeve ione in povzročila rožnate ali rdeče cvetove. To je posledica spreminjanja barve cvetnih pigmentov v prisotnosti aluminijevih ionov, ki jih je mogoče prevzeti v hiperakumulacijske rastline. Znižanje pH tal in mešanic običajno ne spremeni barve cvetov v modro, ker ta tla nimajo aluminijevih ionov. Na sposobnost modre ali rožnate hortenzije vpliva tudi kultivar. Nekatere rastline so izbrane zaradi njihove sposobnosti, da so modre, druge pa so vzgojene in izbrane kot rdeče, rožnate ali bele. Na barvo cvetov večine drugih vrst hortenzij ne vpliva aluminij in je ni mogoče spremeniti.

## Delni seznam vrst
- † Hydrangea alaskana fosilna vrsta, pridobljena iz paleogenskih plasti v gorovju Jaw na Aljaski [9].
- Hortenzija anomala, (vzpenjava hortenzija je vzpenjava vrsta z belimi pladnjastimi cvetovi in je na Slovenskem sorazmerno redka. Opazimo jo v kakšnem parku ali arboretumu), Himalaja, jugozahodna celinska Kitajska.
- Hydrangea arborescens, (drevesasta hortenzija zraste v 4-5 metrov visok grm z ovalnimi sivo-zelenimi listi. Beli cvetovi lahko krasijo rastlino od junija do septembra.). Vzhodna Severna Amerika.
- Hydrangea aspera, celinska Kitajska, Himalaja.
- Hydrangea bretschneideri, celinska Kitajska.
- Hydrangea candida, celinska Kitajska.
- Hydrangea caudatifolia, celinska Kitajska.
- Hydrangea chinensis, celinska Kitajska in Tajvan.
- Hydrangea chungii, celinska Kitajska.
- Hydrangea cinerea, (pepelna hortenzija), vzhodne Združene države Amerike.
- Hydrangea coacta, celinska Kitajska.
- Hydrangea coenobialis. celinska Kitajska.
- Hydrangea davidii, celinska Kitajska.
- Hydrangea dumicola, celinska Kitajska.
- Hydrangea gracilis, celinska Kitajska.
- Hydrangea heteromala, Himalaja, zahodna in severna celinska Kitajska.
- Hydrangea hirta, Japonska.
- Hydrangea hypoglauca, celinska Kitajska.
- Hydrangea integrifolia, celinska Kitajska.
- Hydrangea involucrata, Japonska, Tajvan.
- Hydrangea jelskii, Andi.
- Hydrangea kawakamii, Tajvan.
- Hydrangea kwangsiensis, celinska Kitajska.
- Hydrangea kwangtungensis. Celinska Kitajska.
- Hydrangea lingii, celinska Kitajska.
- Hydrangea linkweiensis, celinska Kitajska.
- Hydrangea longifolia, celinska Kitajska.
- Hydrangea longipes, zahodna Kitajska.
- Hydrangea makrokarpa, celinska Kitajska.
- Hydrangea macrophylla, (vrtna hortenzija je najpogosteje gojena vrsta hortenzij. Izvira iz Japonske in zraste v visok grm z rožnatimi, modrimi ali belimi cvetovi, odvisno od pH tal), jugovzhodna Japonska, južna Kitajska.
- Hydrangea mangshanensis, celinska Kitajska.
- Hydrangea paniculata, (Metličasta ali latasta hortenzija je lahko visok grm s stožčasto oblikovanimi socvetji polnimi cvetov kremne barve.), vzhodna celinska Kitajska, Japonska, Koreja, Sahalin.
- Hydrangea petiolaris (plezalna hortenzija raste kot cvetoča vinska trta. Zaradi tega videza se ta vrsta imenuje tudi skodrana), Japonska, Koreja, Sahalin.
- Hydrangea peruviana, Kostarika in Panama, Andi.
- Hydrangea quercifolia, (Hrastolistna hortenzija je dobila svoje ime listih podobnih hrastovim (Quercus cerris); zraste v do visok grm z velikimi listi, ki se jeseni obarvajo zlato. Cvetovi so beli in s starostjo postanejo rožnati), Jugovzhodna ZDA.
- Hydrangea radiata, (srebrna listna hortenzija), jugovzhodna ZDA.
- Hydrangea robusta, celinska Kitajska, Himalaja.
- Hydrangea sargentiana, zahodna celinska Kitajska.
- Hydrangea scandens, južna Japonska, južno do Filipinov.
- Hydrangea serrata (gorska hortenzija ali čaj iz nebes, z ovalnimi listi in mehurčki modrih in roza cvetov poleti in jeseni), Japonska, Koreja.
- Hydrangea serratifolija, Čile, zahodna Argentina.
- Hydrangea stenofila, celinska Kitajska.
- Hydrangea strigosa, celinska Kitajska.
- Hydrangea stylosa, celinska Kitajska.
- Hydrangea sungpanensis, celinska Kitajska.
- Hydrangea tarapotensis, Andi.
- Hydrangea villosa (Mehkodlakava hortenzija cveti z velikimi sploščenimi socvetji modrikastih cvetov, ki jih obdajajo rožnati sterilni cvetovi)
- Hydrangea xanthoneura, celinska Kitajska.
- Hydrangea zhewanensis, celinska Kitajska

## Gojenje in uporaba
Hortenzije so priljubljene okrasne rastline, ki se gojijo zaradi velikih cvetnih glavic, pri čemer je Hydrangea macrophylla  daleč najbolj razširjena z več kot 600 imenovanimi kultivarji. Hydrangea macrophylla, je znana tudi kot velikolistna hortenzija ali vrtna hortenzija in jo lahko razdelimo v dve glavni kategoriji; kroglaste in ploske. Nekatere je najbolje obrezati vsako leto, ko se začnejo pojavljati novi listni brsti. Če se grm ne bo redno obrezoval, bo grm dobil zelo dolga stebla, ki bodo rasla navzgor, dokler teža stebel ne bo večja od njihove moči, se bodo povesila do tal in se morda zlomila. Druge vrste cvetijo samo na »starem lesu«. Tako novi les, ki izhaja iz obrezovanja, ne bo proizvajal cvetja do naslednje sezone.
Korenina hortenzije in korenike sta indicirani za zdravljenje stanja sečil v PDR za zdravilo rastlinskega izvora in ima lahko diuretične lastnosti . Hortenzije so zmerno strupene, če se jedo, pri čemer vsi deli rastline vsebujejo cianogene glikozide .  Hendrangea paniculata je včasih dimljena kot opojna snov, kljub nevarnosti bolezni in / ali smrti zaradi cianida.
Cvetje na grmičevju hortenzije se lahko spremeni iz modre v rožnato ali iz rožnate v modro iz ene sezone v drugo, odvisno od stopnje kislosti v tleh . Dodajanje organskih materialov, kot so kava, lupina citrusov ali jajčne lupine, bo povečalo kislost in obrnilo rožnate rože.
Hibrid "Runaway Bride Snow White", ki ga je vzgojil Ushio Sakazaki iz Japonske, je ga imenoval Roža leta 2018 v Chelsea Flower Showu.

## V kulturi
Na Japonskem ama-cha-甘茶, ki pomeni sladki čaj, še en zeliščni čaj iz Hydrangea serrata, katerega listi vsebujejo snov, ki razvije sladki okus (phyllodulcin). Za popoln okus se sveži listi zmečkajo, parijo in posušijo, kar daje temno rjave liste čaja. Ama-cha se v glavnem uporablja za kan-butsu-e (obred  kopanja Bude) 8. aprila vsako leto - dan, ki naj bi bil Budin rojstni dan na Japonskem. Med slovesnostjo se Ama-cha prelije na kip Bude in postreže navzočim ljudem. Legenda pravi, da je na dan, ko se je rodil Buda, devet zmajev polilo Amrito nad njim; ama-cha se nadomesti za Amrito na Japonskem.
V korejskem čaju se Hydrangea serrata (hangul: 국 국 hanja: 山水 菊) uporablja za zeliščni čaj, imenovan sugukcha (차) ali ilsulcha (차).
Rožnata hortenzija je priljubljena po vsem svetu, zlasti v Aziji. Rožne hortenzije imajo veliko različnih pomenov, vendar na splošno pomenijo »Ti si ritem mojega srca«, kot je opisal slavni azijski cvetličar Tan Jun Yong, ko je rekel: »Lahka nežna rdečina cvetnih listov me spominja na srce, medtem ko bi velikost lahko ustrezala samo srcu pošiljatelja! »
Hydrangea quercifolia je bila leta 1999 razglašena za uradno državno divjo cvetlico Alabame.

## Galerija
- H. m. 'Taube' s čipkastim ovratnikom
- H. m. 'Nikko Blue': pomodreli cvetovi kot rezultat zakislitve tal z aluminijevim sulfatom
- H. m. Gakuajisai, cvet s čipkastim ovratnikom
- H. m. 'Tokyo Delight' rožnata poletna cvetlica
- H. m. 'Red Ace' (rdeči as)
- H. m. 'Pia'
- H. m. 'Beauté Vendomoise'
- H. m. 'Bunspecht'
- H. m.'Geoffrey Chadbund'
- H. m. 'Harlequin'
- H. m. 'La Marne'
- H. m. 'Mariesii'
- H. m. 'Merveille'
- H. m. 'Satinette'
- H. m. 'Zaunkoenig'